# Province de Purús
La province de Purús (en espagnol : Provincia de Purús) est l'une des quatre provinces de la région d'Ucayali, dans le centre-est du Pérou. Son chef-lieu est la ville de Puerto Esperanza.

## Géographie
La province couvre une superficie de 17 847,76 km2. Elle est limitée au nord et à l'est par le Brésil, au sud par la région de Madre de Dios et à l'ouest par la province d'Atalaya.
La province doit son nom au rio Purús, un affluent de l'Amazone, qui l'arrose.

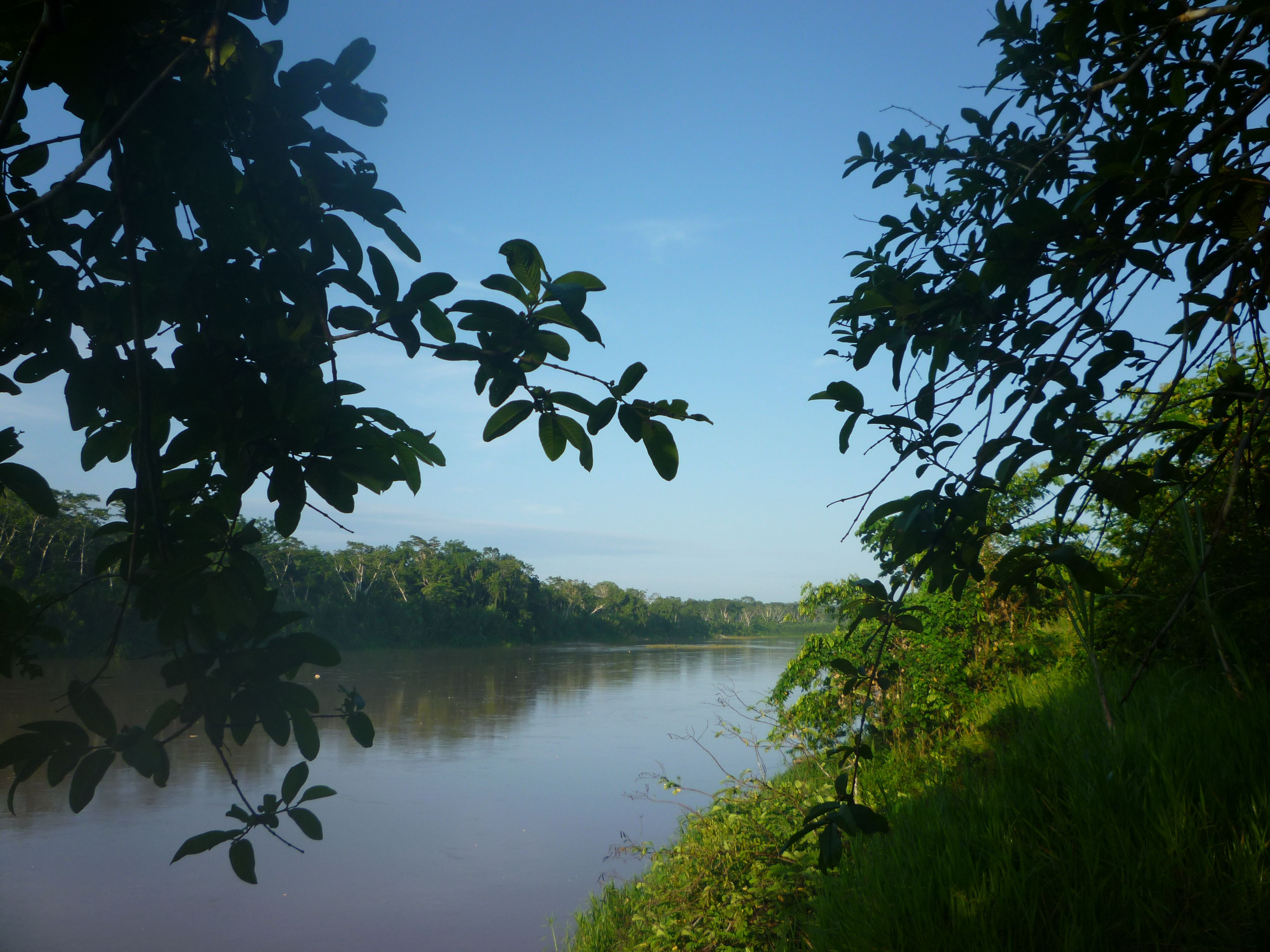
Photo de la rivière Purus au Pérou

## Population
La population de la province s'élevait à 3 485 habitants en 2005.

## Subdivisions
La province ne compte qu'un seul district, le district de Purús.